# Эдберт III (король Кента)
Эдберт III Прен (англ. Eadberht III Præn) — король Кента (796—798). Его кратковременное правление было последним периодом полной независимости Кента.

## Биография
Король Оффа Мерсийский непосредственно управлял Кентом с 785 по 796 годы. Далее в «Англосаксонской хронике» сообщается, что в 796 году, после смерти Оффы, Эдберт «другое имя которого было Прен» овладел Кентом. Ранее, во время правления Оффы, Эдберт, сын Эльмунда Кентского, проживал в государстве франков, где пользовался покровительством короля Карла Великого. Карл также поддерживал Эдберта во время восстания в Кенте, поскольку оно отвечало франкским интересам.
Во время восстания Эдберта промерсийски настроенный архиепископ Кентерберийский Этельхерд бежал из Кента. Король Кенвульф Мерсийский сообщил об этом папе римскому Льву III, который вскоре отлучил Эдберта от церкви и подтвердил право Кенвульфа вернуть Кент под власть Мерсии. Получив папское одобрение, Кенвульф в 798 году отвоевал Кент и взял Эдберта в плен. Согласно «Англосаксонской хронике», Кенвульф «опустошил Кент, захватил короля Эдберта Праэна и привёз его связанным в Мерсию». В более позднем дополнении к хронике утверждается, что Эдберт Праэн был ослеплён и ему отрубили руки. Однако Роджер Вендоверский утверждал, что он был милосердно отпущен Кенвульфом на свободу.